# Gillbonderydsjön
Gillbonderydsjön är en sjö i Uppvidinge kommun i Småland och ingår i Ljungbyåns huvudavrinningsområde. Sjön har en area på 0,339 kvadratkilometer och ligger 179,8 meter över havet. Sjön avvattnas av vattendraget Barkabäcken. Vid provfiske har abborre, gädda, mört och sarv fångats i sjön.

## Delavrinningsområde
Gillbonderydsjön ingår i det delavrinningsområde (630674-149371) som SMHI kallar för Förgrening. Medelhöjden är 188 meter över havet och ytan är 40,6 kvadratkilometer. Det finns inga avrinningsområden uppströms utan avrinningsområdet är högsta punkten. Barkabäcken som avvattnar avrinningsområdet har biflödesordning 2, vilket innebär att vattnet flödar genom totalt 2 vattendrag innan det når havet efter 49 kilometer. Avrinningsområdet består mestadels av skog (84 procent). Avrinningsområdet har 0,59 kvadratkilometer vattenytor vilket ger det en sjöprocent på 1,5 procent. Bebyggelsen i området täcker en yta av 0,6 kvadratkilometer eller 1 procent av avrinningsområdet.